# Paussoptinus brevipennis
Paussoptinus brevipennis là một loài bọ cánh cứng trong họ Ptinidae. Loài này được Pic in Michaelsen & Hartmeyor miêu tả khoa học năm 1909.